# Thomas Hart Benton
Thomas Hart Benton, ili Tom Benton (Neosho, Missouri, 15. travnja 1889. - Kansas City, Missouri, 19. siječnja 1975.), američki muralist, pripadnik američkog prizorskog slikarstva, znanog i kao regionalizam. 

## Životopis
Njegove fluidne, skoro skulpturne slike su prikazivale svakodnevne prizore i onovremeno Srednjeg zapada, posebice pastoralne slike predindustrijskih farma.

## Vanjske poveznice
- The Nelson-Atkins Museum of Art, s najvećom zbirkom Bentonovih djela, uključujući njegovo remek-djelo Perzefonu
- Truman Museum and Library  Arhivirana inačica izvorne stranice od 11. srpnja 2006. (Wayback Machine)
- Parks, the Circus, the Klan, the Press in its Contexts sa sveučilišta Indiana
- Columbus Museum of Art  Arhivirana inačica izvorne stranice od 5. ožujka 2008. (Wayback Machine) Bentonova litografija Strike